# Buluka noyesi
Buluka noyesi är en stekelart som beskrevs av Austin 1989. Buluka noyesi ingår i släktet Buluka och familjen bracksteklar. Inga underarter finns listade.